# Kmkey
Knowledge Manangement Key (KMKey) és un programari principalment pensat per a la planificació, gestió i control de projectes via Web (Project). També om utilitza KMKey per a la Gestió d'un Sistema de Qualitat (Quality) i per administrar un sistema de suport i manteniment (Help Desk). Essent la primera versió construïda en entorn propietari (2000), s'allibera la segona versió sobre Zope en abril del 2004, trobant-se en l'actualitat en la versió 3. Aquesta eina per a la Gestió de Projectes, està programada orientada a objecte sobre aplicacions de Codi obert i és 100% basada en web, multidioma, multiusuari, i segueix tots els preceptes i condicions del Programari lliure.

## Plataforma
- Sistema operatiu: GNU/Linux
- Servidor HTTP: Apache
- Servidor d'aplicacions Web: Zope
- Llenguatge de programació Python
- Bases de dades: PostgreSQL i ZODB

## Descripció del Producte
KMKey Project és un software dissenyat per a portar el control de múltiples projectes de qualsevol tipus: desenvolupament de projectes d'enginyeria, gestió de despatxos d'arquitectura, planificació, seguiment i control d'obra, projectes en tecnologies de la informació, gestió de consultories i auditories, enginyeries mediambientals, etc., són algunes de les funcionalitat que actualment són treballades amb KMKey Project
Mitjançant KMKey Project es poden planificar, gestionar i controlar els projectes comparant l'àmbit teòric amb el real en els quatre eixos principals:
- Temps
- Esforç
- Economia
- Informació

KMKey Project treballa en un entorn col·laboratiu permetent als diferents usuaris que intervenen en un projecte accedeixin a la informació on són autoritzats i puguin interaccionar-hi des de qualsevol accés a Internet.